# 김상현 (1980년)
김상현(金相賢, 1980년 11월 12일 ~ )은 전 코리아 드림 리그 저니맨 외인구단의 내야수 겸 외야수이자 전 코리아 드림 리그 저니맨 외인구단의 감독이다.

## 한국 프로야구 시절

### 해태 타이거즈 & KIA 타이거즈 시절
군산초, 군산중, 군산상고를 졸업하고 2000년 2차 6라운드 지명을 받아 연고 팀 해태 타이거즈에 입단했다. 그러나, 입단 첫 해에는 뚜렷한 활약 없이 2군에서 주로 활약하였다. 해태 타이거즈에 처음 들어왔을 때부터 3루수 정성훈에게 밀려 주전급으로 성장하지 못했다.
2002년 7월 30일 LG 트윈스와의 경기 중 대타로 나온 그는 LG 트윈스의 좌완 마무리 투수 이상훈을 상대로 홈런을 쳐 내며 당시 감독이었던 김성근에게 강한 인상을 남겼다.

### LG 트윈스 시절
2002년 7월 31일에 투수 방동민을 상대로 LG 트윈스에 트레이드되었다.

### 상무 야구단 시절
2004년 상무 야구단에 입대하여 '2군의 배리 본즈'라는 별명을 얻었고 제대하기 전 2군에서 북부 리그 홈런, 타점 1위를 기록하였다.

### LG 트윈스복귀
군 복무를 마친 그는 2007년에 소속 팀 LG 트윈스의 많은 기대를 받고 돌아와 1군에서 활약했다. 그는 장타력에 잠재력이 있는 선수였으나, 선구안 및 수비에 결점이 있었다. 그의 포지션은 3루수인데, 이는 뒤에 2009년에 FA로 입단한 정성훈과의 포지션이 겹치면서 그의 입지가 좁아져 KIA 타이거즈로 트레이드되는 원인이 되었다. 프로 생활 동안 정성훈은 그의 앞길을 가로막는 존재였다.

### KIA 타이거즈복귀 시절
2009년 4월 19일 KIA 타이거즈의 투수 강철민의 트레이드 상대로 내야수 박기남과 함께 KIA 타이거즈로 다시 트레이드되어 친정 팀으로 돌아왔다. 그리고 이 트레이드는 그에게 행운이었다. 트레이드되어 친정팀에 돌아온 이후, 2009년 4월 26일 대구에서 열린 삼성 라이온즈와의 경기에서 안지만을 상대로 데뷔 첫 만루 홈런을 쳐 냈다. 이후 2009년 7월 3일까지 4개의 만루 홈런을 뽑아내며 한 시즌 개인 최다 만루 홈런 기록과 타이(종전 기록 1999년 박재홍의 4개)를 이루었다. 그를 살려 준 이 트레이드는 그의 실력 향상과 함께 KIA 타이거즈의 우승으로 직결된 성공적인 트레이드가 되었고 강철민은 2011년 5월 20일에 방출되어 LG 트윈스에게는 최악의 트레이드가 되었다.
데뷔 및 트레이드, 그리고 친정 팀 복귀 이전에는 전혀 두각을 드러내지 않다가, 2009년 친정 팀으로 돌아온 이후 영양가 만점의 맹타를 기록하며 KIA 타이거즈의 정규 리그 1위를 이끌었다. 2009 시즌 들어 1루수 최희섭과 콤비를 이룬 화력이 막강하여 해태 타이거즈 전설의 'KKK포'를 본따서 최희섭과 함께 'CK포'로 불렸다. 그리고 8월에는 홈런만 15개와 타점 38개를 뽑아 내며 월간 최다 홈런(종전 기록 1999년 5월, 2003년 5월 이승엽)과 월간 최다 타점(종전 기록 1991년 8월 장종훈)타이를 이루었다. 결국 2009년 그는 36개의 홈런과 127타점을 기록하는 등 3할 타율, 30홈런, 100타점을 달성하며 1997년 한국시리즈 이후 우승에 목말라 있었던 KIA 타이거즈의 정규 리그 우승에 기여하여 압도적인 표로 정규 시즌 MVP로 선정되었다. 시즌 도중에 트레이드된 선수가 MVP를 차지한 것은 사상 처음이었다. 처음 경험하게 된 한국시리즈에서는 페넌트레이스에 비해 주춤했으나, 친정 팀으로 복귀하면서 첫 우승을 경험했다. 2010년에는 부상으로 2009년만큼의 위력을 보여 주지는 못했으나 79경기에 출전해 21홈런을 때려내 그래도 슬러거의 면모를 보여주었다. 특히나 이 기록은 역대 최소 경기 20홈런 기록이다.
2010 시즌이 끝나고 KIA 타이거즈가 소프트뱅크에서 방출된 이범호를 영입해, 포지션이 겹쳐 2011년부터 외야수도 겸하게 되었다. 2011년 7월 10일에 KBO 리그 통산 55번째 개인 100홈런을 기록했다.

### SK 와이번스시절
2013년 5월 6일 SK 와이번스와 KIA 타이거즈가 진행한 2:2 트레이드에 포함되어 SK 와이번스로 이적하였다. 이 과정에서 SK 와이번스의 투수 송은범과 신승현이 KIA 타이거즈로 이적했고, 투수 진해수가 그와 함께 SK 와이번스로 이적했다.

### KT 위즈시절
2014년 11월 28일 SK 와이번스의 20인 보호 명단에서 빠져 신생팀 특별지명에서 지명되어 KT 위즈로 이적하였다. 당시 감독이었던 조범현과의 4년만의 재결합으로 많은 기대를 모았지만, 이적 후 슬럼프 때문인지 유독 득점권에서 삼진과 병살타를 자주 기록했다. 승부의 추가 어느 정도 기울어 있을 때, 영양가 없는 안타와 홈런을 많이 쳤다. 정확도가 떨어지는 홈런 스윙을 많이 해서 선구안과 컨택 능력도 퇴화되어 삼진도 많이 당했다.
2016년에 자신의 자동차로 가는 도중 모 여대생이 보여서 차안에서 자위 행위를 하여 임의 탈퇴되었고, 2017년 7월 14일 KT 위즈는 그를 임의 탈퇴를 해제시킨 후 방출하였다.

## 한국 독립야구 시절

### 저니맨 외인구단시절
선수시절 같은 팀에서 뛰었던 구단주 최익성과의 인연으로 복귀 기회를 잡기 위해 2017년부터 활동했다. 2018년에는 감독으로 전향했다.

## 논란
2016년 7월 12일 전라북도 익산에서 그가 자신의 차 안에서 차문을 열고 여대생을 보며 자위행위, 즉 공연음란 행위를 했으며 피해자가 수치심을 느끼고 신고했다는 기사가 보도되었다. 같은 날 경기에 출전했다가 기사가 보도된 시점인 날 경기 중간에 김연훈과 교체되었고 다음날인 7월 13일 프로 야구 선수로서의 품위를 손상시키고 구단 이미지를 훼손하였다는 이유로 임의 탈퇴 처리되어 1년 동안은 임의 탈퇴가 해제될 때까지 구단의 동의 없이 소속 팀으로 복귀하거나 타 팀으로 이적할 수도 없다.

## 에피소드
2013년 트레이드된 직후 1위를 달리며 거침없던 KIA 타이거즈는 점점 하락세를 보여 순식간에 추락하였고 결국 최하위권으로 시즌을 끝냈다. 2014 시즌까지 최하위권에 머물렀다. KIA 타이거즈 팬들은 평소 KIA 타이거즈에 자부심과 애정을 가지고 2009년 10번째 우승을 이끈 그가 트레이드를 당하며 밤비노의 저주처럼 그의 저주로 KIA 타이거즈가 몰락했다고 이야기했다. 그러나 2017년 KIA 타이거즈가 리그 통합 우승을 차지하며 이 징크스는 깨졌다.

## 별명
까만 피부가 '월남에서 돌아온 김상사'를 떠올리게 하고 LG 트윈스로 트레이드 됐다가 다시 KIA 타이거즈로 돌아온 것을 월남 파병을 마치고 돌아왔다고 하여 '김상사'라고 불리고, 3대 통신사로 불리는 팀에서 모두 선수 경험을 하며 '김삼사'라고 불렸다. 자위행위 사건 이후 '딸상사'라는 달갑지 않은 별명이 생겼다.

## 출신 학교
- 군산초등학교
- 군산남중학교
- 군산상업고등학교

## 통산 기록
| 연 도           | 소 속           | 나 이           | 출 장 | 타 석 | 타 수 | 득 점 | 안 타 | 2 루 타 | 3 루 타 | 홈 런 | 타 점 | 도 루 | 도 실 | 볼 넷 | 삼 진 | 타 율 | 출 루 율 | 장 타 율 | O P S | 루 타 | 병 살 타 | 몸 맞 | 희 타 | 희 플 | 고 4 |
| --------------- | --------------- | --------------- | ----- | ----- | ----- | ----- | ----- | ------- | ------- | ----- | ----- | ----- | ----- | ----- | ----- | ----- | -------- | -------- | ----- | ----- | -------- | ----- | ----- | ----- | ---- |
| 2001            | KIA             | 21              | 16    | 20    | 20    | 2     | 3     | 0       | 0       | 1     | 4     | 0     | 0     | 0     | 6     | .150  | .150     | .300     | .450  | 6     | 0        | 0     | 0     | 0     | 0    |
| 2002            | KIA             | 22              | 26    | 34    | 25    | 7     | 8     | 0       | 1       | 1     | 4     | 0     | 0     | 6     | 13    | .320  | .500     | .520     | 1.020 | 13    | 0        | 3     | 0     | 0     | 1    |
| 2002            | LG              | 22              | 5     | 8     | 7     | 0     | 2     | 0       | 0       | 0     | 2     | 0     | 0     | 1     | 5     | .286  | .375     | .286     | .661  | 2     | 0        | 0     | 0     | 0     | 0    |
| 02합            | LG              | 22              | 31    | 42    | 32    | 7     | 10    | 0       | 1       | 1     | 6     | 0     | 0     | 7     | 18    | .313  | .476     | .469     | .945  | 15    | 0        | 3     | 0     | 0     | 1    |
| 2003            | LG              | 23              | 55    | 209   | 182   | 24    | 49    | 9       | 1       | 7     | 28    | 7     | 1     | 16    | 50    | .269  | .346     | .445     | .791  | 81    | 1        | 7     | 1     | 3     | 0    |
| 2004            | LG              | 24              | 100   | 316   | 277   | 37    | 67    | 10      | 2       | 9     | 35    | 7     | 5     | 28    | 77    | .242  | .326     | .390     | .716  | 108   | 11       | 7     | 3     | 1     | 2    |
| 2007            | LG              | 27              | 121   | 434   | 378   | 44    | 89    | 27      | 0       | 7     | 41    | 6     | 0     | 33    | 85    | .235  | .311     | .362     | .674  | 137   | 12       | 10    | 10    | 3     | 0    |
| 2008            | LG              | 28              | 75    | 243   | 214   | 28    | 52    | 9       | 2       | 8     | 18    | 2     | 3     | 19    | 55    | .243  | .311     | .416     | .727  | 89    | 8        | 3     | 5     | 2     | 0    |
| 2009            | LG              | 29              | 2     | 8     | 7     | 1     | 1     | 0       | 0       | 0     | 1     | 1     | 0     | 1     | 1     | .143  | .250     | .143     | .393  | 1     | 0        | 0     | 0     | 0     | 0    |
| 2009            | KIA             | 29              | 119   | 488   | 441   | 76    | 140   | 30      | 2       | 36    | 126   | 6     | 5     | 40    | 102   | .317  | .381     | .639     | 1.021 | 282   | 11       | 6     | 0     | 1     | 1    |
| 09합            | KIA             | 29              | 121   | 496   | 448   | 77    | 141   | 30      | 2       | 36    | 127   | 7     | 5     | 41    | 103   | .315  | .379     | .632     | 1.011 | 283   | 11       | 6     | 0     | 1     | 1    |
| 2010            | KIA             | 30              | 79    | 330   | 288   | 44    | 62    | 5       | 1       | 21    | 53    | 3     | 1     | 33    | 85    | .215  | .312     | .458     | .771  | 132   | 10       | 8     | 0     | 1     | 1    |
| 2011            | KIA             | 31              | 101   | 405   | 357   | 38    | 91    | 15      | 0       | 14    | 64    | 8     | 0     | 37    | 83    | .255  | .338     | .415     | .753  | 148   | 12       | 9     | 0     | 2     | 1    |
| 2012            | KIA             | 32              | 32    | 126   | 116   | 17    | 30    | 9       | 0       | 4     | 17    | 1     | 2     | 6     | 26    | .259  | .312     | .440     | .752  | 51    | 3        | 3     | 1     | 0     | 0    |
| 2013            | KIA             | 33              | 24    | 86    | 72    | 11    | 16    | 4       | 0       | 2     | 10    | 3     | 1     | 13    | 21    | .222  | .349     | .361     | .710  | 26    | 4        | 1     | 0     | 0     | 0    |
| 2013            | SK              | 33              | 89    | 274   | 250   | 28    | 60    | 13      | 0       | 5     | 27    | 5     | 0     | 16    | 63    | .240  | .289     | .352     | .641  | 88    | 13       | 3     | 1     | 4     | 0    |
| 13합            | SK              | 33              | 113   | 360   | 322   | 39    | 76    | 17      | 0       | 7     | 37    | 8     | 1     | 29    | 84    | .236  | .304     | .354     | .658  | 114   | 17       | 4     | 1     | 4     | 1    |
| 2014            | SK              | 34              | 42    | 87    | 80    | 8     | 21    | 3       | 1       | 5     | 20    | 1     | 1     | 5     | 22    | .263  | .310     | .513     | .823  | 41    | 2        | 1     | 0     | 1     | 0    |
| 2015            | KT              | 35              | 134   | 539   | 475   | 71    | 133   | 20      | 0       | 27    | 88    | 4     | 5     | 50    | 115   | .280  | .354     | .493     | .847  | 234   | 21       | 8     | 0     | 6     | 4    |
| 2016            | KT              | 36              | 62    | 246   | 222   | 29    | 50    | 5       | 0       | 11    | 32    | 0     | 1     | 20    | 48    | .225  | .293     | .396     | .689  | 88    | 10       | 2     | 0     | 2     | 0    |
| KBO 통산 : 14년 | KBO 통산 : 14년 | KBO 통산 : 14년 | 1082  | 3853  | 3411  | 465   | 874   | 159     | 10      | 158   | 570   | 54    | 25    | 324   | 857   | .256  | .331     | .448     | .779  | 1527  | 118      | 71    | 21    | 26    | 11   |

- 시즌 기록 중 굵은 글씨는 해당 시즌 최고 기록

## 참조
1. ↑  김상현 'LG 신형 거포'...장타율 5할 1리 팀 내 당당 1위 - 스포츠조선
2. ↑  타고 투저에 김상현 ‘뜨고’ 송진우 ‘지고’ … 2009 페넌트레이스 결산 - 스포츠조선
3. ↑  LG-KIA, 강철민 포함된 1:2 트레이드 단행[깨진 링크(과거 내용 찾기)] 《Osen》, 2009년 4월 19일 작성
4. ↑  '이대호, 팀 역대 최다홈런!' 롯데, 6연패 끝[깨진 링크(과거 내용 찾기)] 《노컷뉴스》2009년 4월 26일, 21:59
5. ↑  김상현 시즌 4호 만루탄, 한 이닝 선발 전원 득점…KIA 진기록 양산 《조이뉴스》 2009년 7월 3일 20:27
6. ↑  'CK포 11타점 합작' KIA, 두산 격파…두산 3위 추락 보관됨 2012-07-16 - archive.today - OSEN
7. ↑  -[깨진 링크(- 과거 내용 찾기])]
8. ↑  김상현, 2009 프로야구 최우수 선수 등극 보관됨 2009-10-29 - 웨이백 머신 - 굿데이스포츠
9. ↑  김상현, 비바람 뚫고 100호 홈런 쐈다 2011년 7월 10일 스포츠경향
10. ↑  KIA 김상현 진해수↔SK 송은범 신승현 2대2 빅딜 - 스포츠월드 , 2013년 5월 6일 확인
11. ↑  http://sports.news.naver.com/kbaseball/news/read.nhn?oid=109&aid=0003577126 '김상현 웨이버 공시' kt, 나무보다 숲 선택했다] - OSEN
12. ↑  “'아무렇지 않게 나갔던' kt 김상현, 결국 4회초 수비교체”.[깨진 링크(과거 내용 찾기)]
13. ↑  “KT위즈 김상현, 음란행위로 적발 '경기 교체-임의 탈퇴' 징계…'공연음란죄' 기준은?”. 2016년 8월 16일에 원본 문서에서 보존된 문서. 2016년 7월 13일에 확인함.
14. ↑  “'이미지 훼손' kt, 김상현 임의탈퇴 중징계”.
15. ↑  http://sports.khan.co.kr/news/sk_index.html?cat=view&art_id=201305140700043&sec_id=510201&pt=nv 김상현의 저주 있다? 없다? -스포츠 경향